# Anopheles barianensis
Anopheles barianensis – gatunek komarów z rodzaju widliszków, opisany przez Jamesa w 1911 r. Według Catalogue of Life Anopheles barianensis nie mają znanych podgatunków.